# Округ Аламоса (Колорадо)
Аламоса (енгл. Alamosa County) је округ у америчкој савезној држави Колорадо. По попису из 2010. године број становника је 15.445. Седиште округа је град Alamosa.

## Демографија
Према попису становништва из 2010. у округу је живело 15.445 становника, што је 479 (3,2%) становника више него 2000. године.
| Група             | 2000.         | 2010.         |
| Белци             | 8.089 (54,0%) | 7.667 (49,6%) |
| Афроамериканци    | 145 (1,0%)    | 172 (1,1%)    |
| Азијати           | 122 (0,8%)    | 148 (1,0%)    |
| Хиспаноамериканци | 6.197 (41,4%) | 7.110 (46,0%) |
| Укупно            | 14.966        | 15.445        |